# 徐柄垣
徐柄垣（1935年—2022年6月20日）為臺灣布袋戲木偶雕刻師，居於彰化。早年與黃俊雄合作改良傳統木偶使其適於電視演出，發明出近期台灣木偶活眼活嘴之典型。然而亦另有一說，即在百年前就有五官會活動的木偶。

## 作品風格
- 徐家作品在父親徐析森手上以雕工精湛及亮光漆的使用打出名號，未分家前作品以「阿森仔頭」稱之。分家後兄弟各有所長，後因大哥去世、二哥退讓，最後僅剩徐炳垣傳承雕偶技藝，今有其子徐世河獨傳。徐柄垣偶如其人，線條較柔較圓潤，有別於二哥的俐落線條，而傳自父親的賽璐珞亮光漆應用一樣被稱許，據徐柄垣所述，徐家最早賽璐珞來源為日治時期富士霸王腳踏車纏繞車骨之包裝材料。

徐柄垣作品在與黃俊雄合作後，除了配合演出所需大量應用五官活動戲偶外，並從劇情所需之中，創作出符合腳色設定的戲偶造型。而其戲偶皮膚色應用上顏色偏黃也是個人特色。電視戲偶頭上有梳頭裝飾者，雕刻師大多只有製作光頭造型交貨，也是徐柄垣有別於父兄戲偶製作的方式。

## 主要作品
- 天宇布袋戲
  - 【殺機】一條龍、一好漢、一揮長虹造天筆、燈劍一盞孤、東方孤行、海派浪子、峭壁人狼、幽浮夜影、卓少彤、五方君、憫世生、彎月狐、地獄花、黑暗冥尊、龍之尊、絕命天后苗萍、龍妃、女流氓
  - 【論皇】紅粉盟主花紗、數理命皇香九齡、天亦老、地不老、人常老、貓姬慾三千、愛三千、道聖千道寒、儒聖文冠天、讀龍老人、小天真(少年)、胭脂龍楚小雨、黑蟒、八世古皇殷無邪、鱗皇孤獨毒、地皇伏駝、烏心陀、左慧、右智、六手魔像、缺角、淚狼、血指花魁、血指老人、小蕃薯、唐客
  - 【魔空】鬼智子幕容策（龍之尊改？）、樂天翁、夢雨涵、黃霢、白霧
  - 【殘珠】邪刀魔劍武雙全、夢幻畫者、冷夜伯爵、小星(玩滑板小童、早期少年)、千少一九九九、山川之父、號雨神鯉伍紫髯（同地不老）
  - 【戰印、星令】恨世寒鈴月吟風、八爪鱆、十彩皇衣玉中笑（同白霧）、不死蟲（貓姬改）、日下無敵貫天影、萬丈戰神武尺軍、三裁公、離凡星主、活木星主、真佛、真佛殺體（龍之尊改）、孤獨鷹雄、孤獨鳶雄、追風劍郎（鷹雄改）、八音刀、半慈心、藏神秘(美白版)、活木三號、笑海君、砍命瘋馬、藏修羅
  - 【伏邪】仙龍（老、少）、異流魔君魔蠍、神蝶（神殿劍客改）、奔雷少年、銀嵐花蝶女、黃傘金夕雨、紅傘火鳳凰、黑傘風帆、青傘勒光藏（鱗皇孤獨毒改？）、移日酷、萬法宗師、銀竹冷八郎、劍苗小雙、口含珠、鐵蝶風斬、水中荷
  - 【劍牒】紅雲、劍車冷傲真、天涯舞劍塵（香九齡改）、血痕白雪染（金夕雨改）、二二八、董萬金
  - 【刀劍談】鍍霜劍披雪飛、花紗、中極司祭、水雲星神射手一點紅、翎劍少狂、楓林少主、楓紅夫人、煙蘿衣
  - 【魔航】法儀道君、遙天放（水中荷改？）

- 霹靂布袋戲
  - 【狂刀前】葉小釵、金少爺、金小開、金羽蘭、蕭竹盈、一劍萬生、竹魂、歡喜佛、慈海渡者、秦假仙、照世明燈、陸慈心、歐陽上智、譜局渡入迷（同歐陽上智）、織夢師、朱雀雲丹風采鈴（同織夢師）、銀羽飛燕、心弦、白文采、一錢一命、釵頭鳳、地靈鬼母、紫金花、化醜、金陽聖帝關足天
  - 【狂刀】亂世狂刀、非凡公子、亡命之花、大和先生、神鶴佐木、慕容蟬、風月幽樓樓主慕容娟（化醜改）、白陽子、紫陽子（慕容娟改）、青陽子、神秘劍客風隨行、普生、滴血認親之只出現三集素還真（同神鶴佐木）、認親後之素還真（沈春福原骨徐柄垣重粉）、觸念來、因果來、變相來、來世道君、當世道君、往世道君、廣文諸、白月、魔魁之女、聖賢諸、宇宙神知、秋風之刀、落日一笑、劍君十二恨、萬縷絲、千層雪、素還真、一花香、天理老人、釋丹鳳、天殘武祖、菩提院正、副院長、黑暗六鷹（其中數人）、無難佛、空劫、五暴魂（其中一、二人？）、無人座武宗魁
  - 【王朝】 神秘女郎（同紫金花）
  - 【幽靈箭1】方城之主（同一劍萬生）、赤子方、非常女、七重冥王、盼夢圓（幼時）
  - 【外傳】十方靈動、情海過客、玉天璣、驚虹留恨、命隨刀、病蘭花、金角戰牛、半部禪
  - 【幽靈箭2】瀟湘子（同朱雀雲丹與織夢師）、一頁書（徐柄垣重粉）、雪鴉 (同金少爺)
  - 【英雄榜】黑夜奔雷（蒙臉版）、靈山大嘆（同當世道君）、靈山小嘆（同變相來）、忘年（同因果來）、飄雪銀貂、百里抱信（回復女裝時、同落日一笑）、無不愛、雙駝峰、六聰天乞、五通先生（同天理老人）、白雲嬌娘、歐陽勝天
  - 【烽火錄】魔魁、斷邪、龍王魛（變臉時）、金俾善、花爵百鍊生（神鶴佐木改）、刺爺爺、忠貞之花、零（盼夢圓）、白妙貫、黑淨空、鳳眉、袁冬曲、愁月仙子
  - 【風暴】創世者、莫召奴 、一頁書、赫瑤
  - 【雷霆】天魔、蘅佛子、君夫人
  - 【江湖血路】臥雲初行雁、白無垢、太陽女、黑木蘭
  - 【風起雲湧】認吾師、染飛煙、晏君臨、自在天女、金小開、大愚先生、素還真(聖石版)、邪神
  - 【爭王記】病劍叟（聖石劍上卿改）、柳依依 、指王星七海遊霞
  - 【龍圖霸業】燃燈大師、普雨、越劍人(狼城疑雲黑總管改)、傲笑紅塵(聖石版)
  - 【封靈島】舒石公(君夫人力士改)、雜細郎麥十細
  - 【兵燹】炎熇兵燹（九妹改）、刑天師、蔭屍人(刑天師附身)
  - 【刀鋒】繯鶯公主、苗飛飛（君皇重粉）、儒怪
  - 【龍城】楚老爺、識中賢

- 天子

羽鳳 、姬發（同認吾師）
- 黑河戰記

章仇飄跡、浪子丹、燕無命（第一代黑眉小釵為六合文尊，燕無命為六合武尊）、金蝶飛、武德修（大和先生）、中間人、狄鳳君（不曉得是不是同十方靈動或是千層雪？）、知命先生（一錢一命）、龍君行、鍾慕紅、劫珠懷 、杜啞子、九天龍王（同金陽聖帝）、風滴血、天竺狂龍（同天殘武組）
- 其他

雲州大儒俠、六合、新西遊記等（洪連生系列）、狼城疑雲、火爆球王、聖石傳說等劇集中大多數角色。
- 金鷹閣

玉筆鈴聲世外醫、殘忍郎君、天鶴白雪衣、男人女體—阿體、
閃電金影救世人、紅光神童火孩兒、干苦人、五行居士花中藏身客、
千古一算白忘雲、火龍刀—火龍戰神、神秘生、天下聖劍岳千秋、
罪劍問天譴、金身金影金面人、天殺無限生、百眼妖魂照天地、
血眼冤魂驚萬教、殺人無屍鷹爪王、暗器無情人、紅劍飛天下、毒扇師表古真仙
- 巨登

名劍橫刀杜少殘、拼命王牌賭天、苦海天池救世人、救世神燈、
丹鳳朝陽、香靈飄血染伊紅、無吾道君、勸世來、滴鳳翎、怪大哥.......
- 聖俠

待天時、獨守千年歲月失明女

## 外部連結
- 資料來源為惜浪巖布袋戲資訊站木偶站之共享資源 惜浪巖 布袋戲資訊站 （页面存档备份，存于）
- 徐柄垣木偶聯合展覽館 （页面存档备份，存于）